# Liste der Kulturgüter in Quarten
Die Liste der Kulturgüter in Quarten enthält alle Objekte in der Gemeinde Quarten im Kanton St. Gallen, die gemäss der Haager Konvention zum Schutz von Kulturgut bei bewaffneten Konflikten, dem Bundesgesetz vom 20. Juni 2014 über den Schutz der Kulturgüter bei bewaffneten Konflikten sowie der Verordnung vom 29. Oktober 2014 über den Schutz der Kulturgüter bei bewaffneten Konflikten unter Schutz stehen.
Objekte der Kategorie A sind im Gemeindegebiet nicht ausgewiesen, Objekte der Kategorie B sind vollständig in der Liste enthalten, Objekte der Kategorie C fehlen zurzeit (Stand: 1. Januar 2023).

## Kulturgüter
| Foto |                                                                 | Objekt                   | Kat. | Typ | Standort                                          | Beschreibung |
| ---- | --------------------------------------------------------------- | ------------------------ | ---- | --- | ------------------------------------------------- | ------------ |
| BW   | Datei hochladen · Wikidata zu Kornmühle Unterterzen (Q29786735) | Kornmühle KGS-Nr.: 08231 | B    | G   | Unterterzen, Lehrütistrasse 677.1 737238 / 219432 |              |
| ja   | Datei hochladen · Wikidata zu Kublihaus (Q135550288)            | Kublihaus KGS-Nr.: 16694 | B    | G   | Quinten, Laui 818, 819 734292 / 221343            |              |